# Phiale flavescens
Phiale flavescens är en spindelart som först beskrevs av Peckham, Peckham 1896.  Phiale flavescens ingår i släktet Phiale och familjen hoppspindlar. Inga underarter finns listade i Catalogue of Life.